# أسبرتام
الأسبرتام هو مُحَلِّي صناعي غير سكري، وهو أحلى بـ 200 مرة تقريباً أكثر من السكر، ولكن بسعرات حرارية أقل بكثير. وهو الإستر الميثيلي لثنائي الببتيد المكون من الحمضين الأمينيين فينيل ألانين وحمض الأسبارتيك.
يستخدم الأسبرتام في تحلية المشروبات الغازية، ويعد إحدى بدائل السكر بالنسبة لمرضى السكري. تسوّق هذه المادة المحلاة تحت العديد من الأسماء التجارية. قد تظهر باسم (E951). في يوليو 2023 صنفت الوكالة الدولية لبحوث السرطان التابعة لمنظمة الصحة العالمية مركب الأسبرتام ضمن المجموعة الثانية B وهي العوامل التي يمكن أن تكون مسرطنة للبشر.

## التسويق
الاسبرتام (أو APM) هو اسم السكر الصناعي الذي لايحتوي على السكرايد. ويعرف في الاتحاد الأوروبي تحت رقم E (الرمز الجمعي) E951.والأسبرتام هو الميثيل أستر لثنائي الببتيد للـ فينيل ألانين/ حمض الأسبرتك. ويعتبر الأسبرتام مجال للخلاف منذ التصديق عليه عام 1974. وفي تقرير تقييم الأمان عام 2007، وجد أن وزن الأدلة العلمية الموجودة يشير إلى أن الأسبرتام آمن من حيث مستويات الاستهلاك الحالية باعتباره لايستخدم في التحلية الغذائية.
يتم تسويق هذا السكر تحت عدد من العلامات التجارية، مثل إيكوال، ونيتراسويت، وكاندريل، ويدخل ضمن مكونات أكثر من 6000 منتج مستهلك والمشروبات التي تباع في جميع أنحاء العالم، على سبيل المثال (لا الحصر) مشروبات الصودا الدايت وغيرها من المشروبات الغازية، الفطار سريع التحضير، نعناع النفس، والحبوب، والعلك الخالي من السكر، والكاكاو المختلط، والحلوى المجمدة، وحلوى الجيلاتين، والعصائر والملينات، ومكملات الفيتامينات الممضوغة، والحليب المخفوق، ومحليات المنضدية، والشاي، والقهوة سريعة التحضير، ومبردات النبيذ والزبادي. ويعتبر الأسبرتام متاحاً الآن كبهار للمائدة في بعض الدول.ومع ذلك، فإن الأسبرتام لايكون ملائم دائماً في المخبوزات لأنه يتحطم غالباً عند تسخينه ويفقد الكثير من حلاوته.كما أن الأسبرتام يعتبر واحد من بدائل السكر الأساسية المستخدمة من قبل مرضى السكر.
ولأن السكرلوز على عكس الأسبرتام، يظل محتفظاً بحلاوته بعد تسخينه، فأصبح أكثر شعبية كمحتوى من ضمن المحتويات.هذا إلى جانب الاختلافات في التسويق، واختلاف أذواق المستهلك، مما أدى إلى فقد الأسبرتام لحصته في التسويق أمام السكرلوز.

## التركيب الكيميائي
الأسبرتام هو استر الميثيل لثنائي الببتيد للحمض الأميني الطبيعي L- حمض الأسبرتك وL- فينيل ألانين. وفي الظروف الحمضية أو القاعدية القوية، يمكن أن ينتج الأسبرتام الميثانول بـ التحلل المائي. وفي ظل الظروف الشديدة، تتحلل الرابطة الببتيدية أيضاً، مما ينتج عنها تحرير الأحماض الأمينية.
يتم تصنيع الأسبرتام في بعض الأسواق باستخدام النسخة المعدلة وراثياً من بكتيريا أي كولاي.

## الخواص والاستخدام
الأسبرتام هو مادة مُحلية صناعية. كما أنه أكثر حلاوة 200 مرة من السكر في نفس التركيزات، بدون قيمة الطاقة العالية للسكر. وفي حين أن الأسبرتام، مثل الببتيدات الأخرى، قيمته السعرية هي 4 كيلو سعر (17 كيلو جول) للجرام، فإن الكمية المطلوبة من الأسبرتام كي ينتج الطعم الحلو تكون صغيرة جداً بحيث تكون السعرات المستهلكة لاتذكر، وهذا الذي يجعله سكر شائع للذين يحاولون أن يتجنبوا السعرات من السكر. وطعم الأسبرتام لايكون مماثل للسكر العادي: وحلاوة الأسبرتام لها بداية أبطأ وأطول في المدة أكثر من السكر. وعادة مايذكر خليط الأسبرتام مع البوتاسيوم اسيسولفام ضمن المكونات على النحو التالي اسيسولفام كاف ويزعم أنه يجعل الطعم يشبه السكر أكثر، وليكون أكثر حلاوة من استخدام البديل بمفرده.
ومثل كل الببتيدات الأخرى، يمكن أن يتحلل الأسبرتام إلى مكوناته من الأحماض الأمينية تحت درجات الحرارة أو الـ pH المرتفعة. وهذا مايجعل الأسبرتام غير مرغوب فيه كمُحلي للمخبوزات، وعرضة للتدهور في المنتجات التي تحتاج لـ pH عالية، مثل المطلوبة لحياة طويلة المدى. ويمكن تحسين استقرار الأسبرتام في ظروف التسخين إلى حد ما عن طريق تغليفة بالدهون أو المالتديكسترين. ويعتمد الاستقرار عند الذوبان في الماء على الـ pH. ففي درجة حرارة الغرفة يكون أكثر ثباتاً عند pH 4.3، حيث يكون فترة منتصف العمر له مايقرب من 300 يوم. في حين أنه عند pH 7 تكون فترة منتصف العمر له هي أيام قليلة فقط. وبما أن معظم المشروبات الغازية يكون الأس الهيدروجيني لها ما بين 3 و5، لذلك يكون الأسبرتام مستقر بدرجة معقولة. وأحيانا مايمزج الأسبرتام مع مُحلى أكثر استقرارا (مثل السكرين)، في المنتجات التي يمكن أن تتطلب فترة صلاحية أطول، مثل الشراب للمشروبات الروحية.
يمكن أن يخضع الأمين في الأسبرتام إلى تفاعل مالدريد مع مجموعات الألدهيد الموجودة في المركبات الأروماتية، في منتجات مثل المشروبات المجففة. فالخسارة المترتبة على كلاً من الطعم والحلاوة يمكن منعها عن طريق حماية الألدهيد كـ أسيتال.
هناك بعض الإدعاءات أن الأسبرتام يترك طعم غريب بعد تذوقه عند بعض الناس، في حين أن البعض يصفوه بأنه عديم النكهة أو شيء مثل طعم الماء بعد تذوقه.

## اكتشافه والتصديق عليه
اكتشف الأسبرتام عام 1965 على يد جيمس م. سلاتر، وهو كيميائي يعمل لدى شركة جيدي سيرل & كومباني. حيث قام سلاتر بتخليق الأسبرتام في سياق إنتاج عقار مرشح مضاد للقرحة. واكتشف حلاوة طعمه مصادفة عندما لحس إصبعه، الذي كان قد تلوث بالأسبرتام بطريق الخطأ.
وفي أعقاب الاختبارات الأولية للسلامة، أشار اثنين من الناشطين ضد المضافات الغذائية إلى أن الأسبرتام قد يسبب السرطان في الفئران؛ ونتيجة لذلك، لم تصدق هيئة الغذاء والدواء الأمريكية (FDA) على استخدامه كمضاف غذائي في الولايات المتحدة للعديد من السنوات. وفي عام 1980، عقدت هيئة FDA مجلس عام للتحقيق (PBOI) يتألف من المستشارين المستقلين المكلفين بدراسة العلاقة المزعومة بين الأسبرتام وسرطان الدماغ. وخلص مجلس الـ PBOI إلى أن الأسبرتام لا يسبب تلف الدماغ، لكنها أوصت بعدم الموافقة عليه في ذلك الوقت، نقلا عن الأسئلة دون اجابات حول السرطان في الفئران المختبرية. وأجبرت إدارة مهام FDA في الولايات المتحدة الفرق بالتحقيق في ادعاءات الأخطاء في الأبحاث التي أجريت من قبل الشركة المصنعة قبل مرحلة الموافقة عليه ووجدوا تباينات طفيفة فقط والتي لاتؤثر على نتائج الدراسة. ونقلا عن بيانات دراسة يابانية لم تكن متاحة لأعضاء PBOI، ، وبعد طلب المشورة من لجنة الخبراء التي وجدت خطأ في التحليلات الإحصائية التي احتارت PBOI فيها، وافق المفوض هايز من إدارة FDA على استخدام الأسبرتام في البضائع الجافة. في 1983، كما صدقت إدارة الـ FDA على استخدام الأسبرتام في المشروبات الغازية، وفي غيرها من المشروبات والمخبوزات والحلويات في عام 1993. وفي عام 1996، ازالت مؤسسة الـ FDA كل القيود من الأسبرتام وسمحت باستخدامه في كل الأطعمة.
في عام 1985، اشترت شركة مونسانتو جيدي سيرل وأصبحت تجارة الأسبرتام تجارة منفصلة فرعية تبع شركة مونسانتو، شركة نوتراسويت. وفي 25 مايو 2000، باعته شركة مونسانتو لـ ج. و. شيلدس ايكويتي بارتنرس 11 L.P. انتهت صلاحية براءة الاختراع الأمريكية على الأسبرتام في عام 1992. ومنذ ذلك الحين، تنافست الشركة على مشاركة السوق مع المصنعين الآخرين، مثل أجينيموتو، وميرسانت وشركة هولند سويتينر.وتوقفت هذه الأخيرة عن صتع المادة الكيميائية في أواخر عام 2006 لأن «أسواق الأسبرتام العالمية تواجه زيادة العرض الهيكلي، والذي أجبر العالم على تخفيض الأسعار بنسبة كبيرة على المدى الخمسة سنوات الماضية»، مما جعل تجارة الأسبرتام «غير مربحة بتاتاً».
وافقت العديد من بلدان الاتحاد الأوروبي على الأسبرتام عام 1980، مع الموافقة الواسعة من الاتحاد الأوروبي عام 1994. وراجعت المفوضية الأوروبية العلمية على الأغذية دراسات السلامة اللاحقة وأعادت التأكيد على الموافقة عليها عام 2002. كما أفادت هيئة سلامة الأغذية الأوروبية في عام 2006 أن المقدار المأخوذ اليومي الموافق عليه سابقاً كان مناسب، بعد مراجعة سسلسة من الدراسات الأخرى.

## الإستقلاب
يتحلل الأسبرتام إلى المكونات الطبيعية المتبقية بعد البلع، وتشمل هذه المكونات حمض الأسبارتيك، وفينيلالاناين، والميثانول، وتشمل المنتجات المتحللة الأخرى كلاً من الفورمالديهايد،  وحامض الفورميك، وثنائي كيتو بيبرازين.
وتعتبر المستويات العالية من الحمض الأميني الأساسي الطبيعي (فينيل ألانين) من المخاطر الصحية لأولئك الذين ولدوا مع بيلة الفينيل كيتون (PKU)، وهو مرض وراثي نادر والذي يمنع أيض الفينيل ألانين أن يتم بشكل صحيح. وبما أن الأفراد الذين يعانون من مرض بيلة الفينيل الكيتونية يجب عليهم أن يعتبروا الأسبرتام مصدراً للفينيل ألانين، فيجب على الأطعمة المحتوية على الأسبرتام الموجودة في الأسواق في الولايات المتحدة أن تكتب «بيلة الفينيل الكيتونية: يحتوى على فينيل ألانين» على أغلفة المنتج.
وفي المملكة المتحدة، توجب وكالة المعايير الغذائية للدولة الأطعمة التي تحتوي على أسبرتام أن تذكر المادة الكيميائية ضمن محتويات المنتج وتضع تحذير «يحتوى على مصدر للفينيل ألانين»- ويكون هذا التوضيح عادة في نهاية قائمة المكونات. كما أن المصنعين مطالبين بكتابة لافتة «مع مُحلي» على المغلف بقرب اسم المنتج الرئيسي على الأطعمة التي تحتوي «محليات مثل الأسبرتام» أو «مع السكر والمُحلي» على «الأغذية التي تحتوي على كلاً من السكر والمُحلي».

## الخلافات
يعتبر موضوع التحلية الصناعية مثار للجدل منذ بدايات التصديق عليه من قبل وكالة التغذية والدواء الأمريكية (FDA) عام 1974.وكانت المخاوف التي أثيرت حول كفاءة البحوث التي دعمت سلامته والآثار طويلة المدى التي تزيد من الاستهلاك المحتمل على العامة. وكان لبعض الدراسات العلمية، المتحدة مع ادعاءات تضارب المصالح في عملية موافقة FDA على المحليات الصناعية، التركيز على النشاط الصوتي، ونظريات المؤامرة والخدع بشأن المخاطر المفترضة للأسبرتام.
ووجد تقييم السلامة عام 2007 أن وزن الأدلة العلمية الموجودة يشير إلى أن الأسبرتام يكون أمن في المستويات الحالية للاستهلاك كمُحلي غير غذائي. وكانت بعض مصادر الإدعاءات بشأن المخاطر المفترضة والمؤامرات هي موضوع الفحص النقدي. في عام 1987، خلص مكتب المحاسبة الحكومي في الولايات المتحدة إلى أن عملية التصديق على المضافات الغذائية تم اتباعه من أجل الأسبرتام. واستناداً على استعراض أبحاث الحكومة والتوصيات من الهيئات الاستشارية، مثل ' اللجنة العلمية الأوروبية للأغذية ولجنة خبراء منظمة الصحة العالمية/ WHO، فإن الأسبرتام وجد أنه أمن على الاستهلاك البشري على مستوى أكثر من تسعين بلدا حول العالم. في عام 1999، وصف مسؤولو إدارة الاغذية والعقاقير سلامة الأسبرتام على أنها «واضحة المعالم» ونصت على أن المنتج يعتبر «واحد من أكثر المضافات الغذائية متابعة في اختبارها ودراستها التي وافقت عليها الوكالة.» 